# Zimen
Zimen (bułg. Зимен) – wieś w Bułgarii, w obwodzie Burgas, w gminie Karnobat. W 2023 roku liczyła 183 mieszkańców.